# Halicyclops aequoreus
Halicyclops aequoreus – gatunek widłonoga z rodziny Halicyclopidae. Opisał go w 1860 roku niemiecki lekarz i zoolog Sebastian Fischer, nadając mu nazwę Cyclops aequoreus.